# 柳叶鬼针草
柳叶鬼针草（学名：Bidens cernua）是菊科鬼针草属的植物。分布在北美、欧洲、亚洲以及中国大陆的西藏、四川、东北、华北、云南等地，生长于海拔200米至3,680米的地区，一般生于沼泽边缘、草甸以及水中，目前尚未由人工引种栽培。
种加名 cernua 意为“匍匐垂下的”。

## 异名
- Bidens cernua L. var. radiata Sch.-Bip.